# Міста Херсонської області

Херсонська область на карті України

До складу Херсонської області входять 9 міст. Найбільшим містом області є Херсон з населенням у 279 131 осіб за даними Державної служби статистики України від 1 січня 2022 року.
Отримати статус міста в України мають право населені пункти, які мають населення понад 10 000 осіб. Цей статус мають чимало міст, які не задовольняють цій вимозі, виходячи з їхнього історичного, економічного або географічного значення. До міської території часто входять прилеглі поселення, які становлять з ним єдину соціальну, економічну та історичну спільність.
У списку показані міста Херсонської області, офіційні назви українською мовою, їхня площа, населення (за даними перепису 2001 року й інформації Державної служби статистики України від 1 січня 2022 року), географічні координати адміністративних центрів, мовний склад (зазначені мови, що становлять понад 1% від населення громади за даними Всеукраїнського перепису населення 2001 року), положення на карті області.
Міста України могли мати обласне та районне значення і до адміністративно-територіальної реформи 2020 року в області налічувалося 4 міста обласного значення: Херсон, Каховка, Нова Каховка й Гола Пристань. Районного значення 5 міст: Берислав, Генічеськ, Олешки, Скадовськ і Таврійськ. Внаслідок адміністративно-територіальної реформи 2020 року усі міста в Україні (в тому числі і обласні центри, і міста обласного значення) включені до складу районів.

## Список міст
| Назва         | Зображення | Площа (км²) | Населення (за роками перепису та державної статистики) | Населення (за роками перепису та державної статистики) | Рідна мова (2001)                      | Карта                                                                                 |
| Назва         | Зображення | Площа (км²) | 2001                                                   | 2022                                                   | Рідна мова (2001)                      | Карта                                                                                 |
| ------------- | ---------- | ----------- | ------------------------------------------------------ | ------------------------------------------------------ | -------------------------------------- | ------------------------------------------------------------------------------------- |
| Берислав      |            | 9           | 15 455                                                 | 11 895                                                 | українська — 89,53% російська — 10,11% | 46°50′29″ пн. ш. 33°25′46″ сх. д. / 46.84139° пн. ш. 33.42944° сх. д. · Берислав      |
| Генічеськ     |            | 6,0383      | 21 793                                                 | 18 889                                                 | російська — 68,96% українська — 29,35% | 46°10′37″ пн. ш. 34°47′56″ сх. д. / 46.17694° пн. ш. 34.79889° сх. д. · Генічеськ     |
| Гола Пристань |            | 9           | 16 028                                                 | 13 544                                                 | українська — 80,17% російська — 19,22% | 46°31′22″ пн. ш. 32°30′57″ сх. д. / 46.52278° пн. ш. 32.51583° сх. д. · Гола Пристань |
| Каховка       |            | 8,3         | 38 238                                                 | 34 749                                                 | українська — 73,85% російська — 25,27% | 46°47′52″ пн. ш. 33°28′30″ сх. д. / 46.79778° пн. ш. 33.47500° сх. д. · Каховка       |
| Нова Каховка  |            | 22,7        | 52 137                                                 | 44 427                                                 | українська — 53,24% російська — 45,94% | 46°45′4″ пн. ш. 33°21′38″ сх. д. / 46.75111° пн. ш. 33.36056° сх. д. · Нова Каховка   |
| Олешки        |            | 60,5        | 24 123                                                 | 24 124                                                 | українська — 67,95% російська — 30,96% | 46°36′53″ пн. ш. 32°43′41″ сх. д. / 46.61472° пн. ш. 32.72806° сх. д. · Олешки        |
| Скадовськ     |            | 14,3        | 19 641                                                 | 16 969                                                 | українська — 73,29% російська — 25,38% | 46°7′4″ пн. ш. 32°55′8″ сх. д. / 46.11778° пн. ш. 32.91889° сх. д. · Скадовськ        |
| Таврійськ     |            | 14,9        | 11 452                                                 | 10 108                                                 | українська — 64,18% російська — 35,32% | 46°45′12″ пн. ш. 33°25′12″ сх. д. / 46.75333° пн. ш. 33.42000° сх. д. · Таврійськ     |
| Херсон        |            | 145         | 328 360                                                | 279 131                                                | українська — 53,36% російська — 45,34% | 46°38′24″ пн. ш. 32°36′52″ сх. д. / 46.64000° пн. ш. 32.61444° сх. д. · Херсон        |